# Лівійсько-єгипетська війна
Лівійсько-єгипетська війна прикордонна війна також відома як Чотириденна війна (араб. حرب الأربعة أيام, латиніз. ḥarb al-ārbaʿ ʾayyām) — збройний конфлікт між Єгиптом і Лівією, що стався у 1977. Бойові дії тривали кілька днів і завершилися збереженням status quo ante bellum.

## Передумови війни
Майже відразу після свого приходу до влади в результаті військового перевороту лівійський лідер Муаммар Каддафі, рухомий ідеєю панарабізму, взяв курс на об'єднання Лівії з сусідніми арабськими країнами. У такому ключі розвивалася політика Каддафі і щодо Єгипту. У 1970 була укладена Каїрська хартія, формально декларувавша створення Федерації Арабських Республік у складі Лівії, Єгипту та Сирії (ця декларація так і не була втілена в життя). У тому ж році помер президент Єгипту Гамаль Абдель Насер, що вважався неформальним лідером арабського світу і головним прихильником ідеї панарабізму. Анвар Садат що прийшов йому на зміну мав інші погляди на зовнішню політику Єгипту. У 1972 він видворив з країни радянських військових радників. Почали погіршуватися відносини з Лівією, хоча під час арабо-ізраїльської війни 1973 року обидві країни ще продовжували військову співпрацю.
У середині 1970-х років вже була очевидною орієнтація зовнішньої політики Лівії на СРСР, в той час як Єгипет все більше схилявся до співпраці з країнами Заходу і вступив у діалог з Ізраїлем. На цьому тлі в 1976 сталося нове погіршення лівійсько-єгипетських відносин. Єгипет, Туніс і Судан звинуватили Лівію в підтримці підпільних антиурядових рухів у своїх країнах. Офіційний Триполі відповів на це обвинуваченням Єгипту в аналогічній діяльності проти Лівії. До середини 1977 обидві сторони активно концентрували в прикордонних районах військові підрозділи. Навесні в обох країнах були проведені напади на посольства один одного.

## Бойові дії
У червні 1977, тисячі лівійських демонстрантів почали «Марш на Каїр», вони попрямували у бік кордону з Єгиптом. Лівійці хотіли продемонструвати протест проти укладення ймовірного мирного договору між Єгиптом та Ізраїлем. 20 липня, після того, як марш протесту був зупинений єгипетськими прикордонниками, лівійські артилерійські частини обстріляли Соллум, Єгипет.
21 липня 1977 лівійські сили зробили наліт на Соллум. Рейд був проведений 9-м танковим батальйоном за підтримки декількох Mirage 5.
Анвар Садат кинув на відбиття агресії, лівійці були швидко відкинуті до кордону заливши більшу частину свого обладнання. ВПС Єгипту і 3 дивізії єгипетської армії увірвалися через лівійський кордон і захопили деякі ключові прикордонні міста. Відбулися танкові бої. Єгипетські спеціальні підрозділи висадилися за лінією фронту. ВПС Єгипту завдали бомбових ударів по ряду лівійських військових об'єктів, у відповідь на що лівійська авіація здійснила нальоти на єгипетські авіабази. Мали місце повітряні бої. У відбитті єгипетських нальотів брали участь радянські військові радники що знаходилися в Лівії. Парадоксальність війни підкреслював той факт, що сторони застосовували практично однотипні бойові літаки — «Міражі» і МіГи (МіГ-21 у Єгипту, МіГ-23 у Лівії), а їх національні ВПС мали однакові розпізнавальні знаки. ВПС Лівії змінили свої розпізнавальні знаки безпосередньо в ході війни. З обох сторін були збиті літаки.

## Наслідки
Військові дії завершилися 25 липня за посередництва Алжиру і ОВП.
Хоча бойові дії припинилися на наступний день, розкол між арабськими державами залишився. Консервативні арабські уряди мали симпатії до Єгипту і Садата, а ліві і прорадянські арабські держави схвалили дії Лівії і Каддафі. Війна 1977 не привела до яких-небудь довгострокових наслідків, хоча відносини між двома країнами продовжували зберігатися напруженими ще близько десятиліття.
Погляд арабського світу на цей конфлікт був віддзеркалений невідомим палестинцем в цитаті, наведеній у «Нью-Йорк Таймс»: «Якщо араби не воюють з Ізраїлем, вони будуть воювати один з одним».
У серпні 1977, було підписано угоду про обмін військовополоненими, що призвело до розрядки напруженості між двома державами. Після чотирьох днів боїв, лівійські втрати становили 400 убитими і пораненими, у той час як єгипетські втрати складали приблизно 100 загиблих.